# Mosaïverre

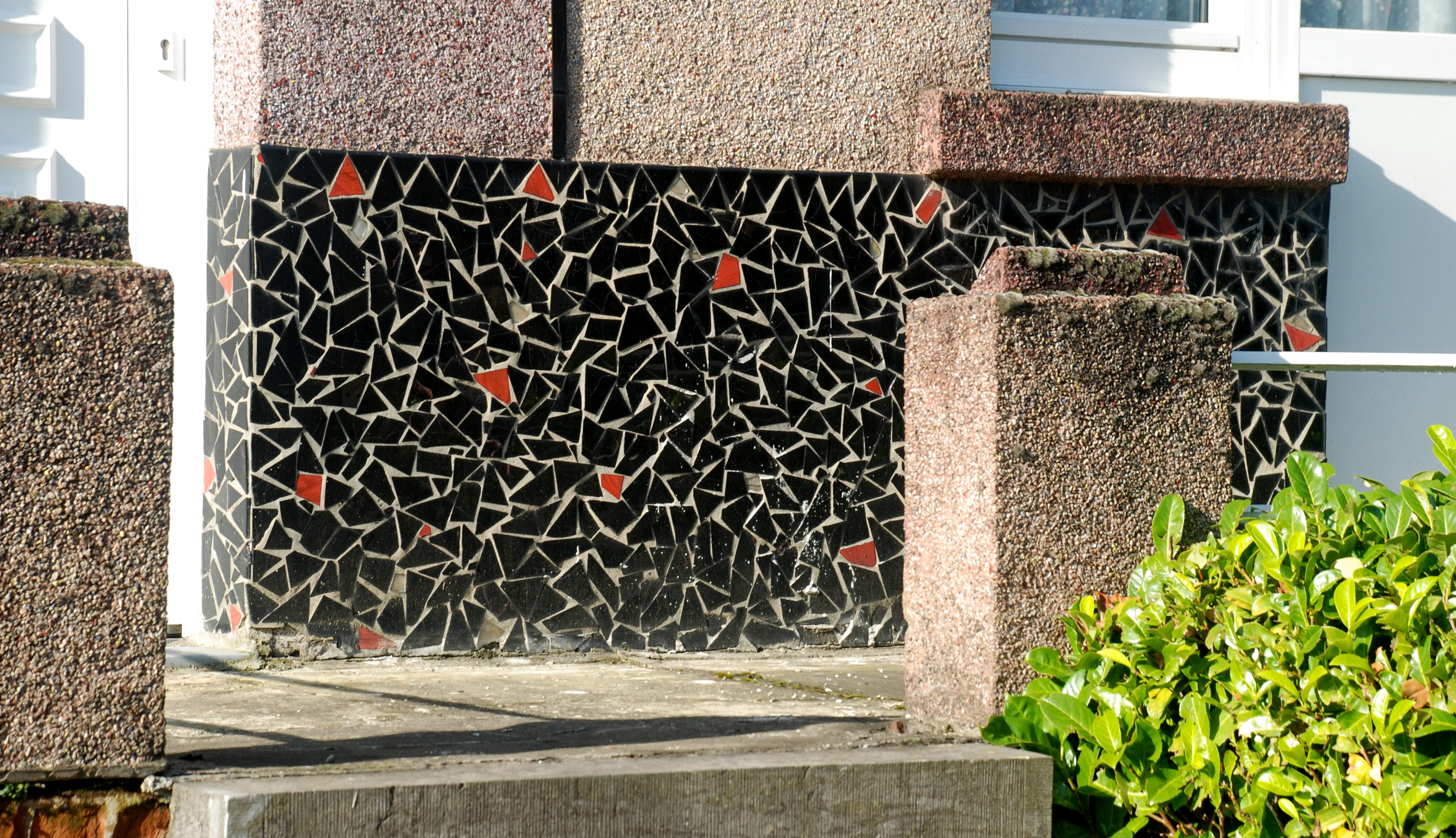
Mosaïverre noir et rouge.

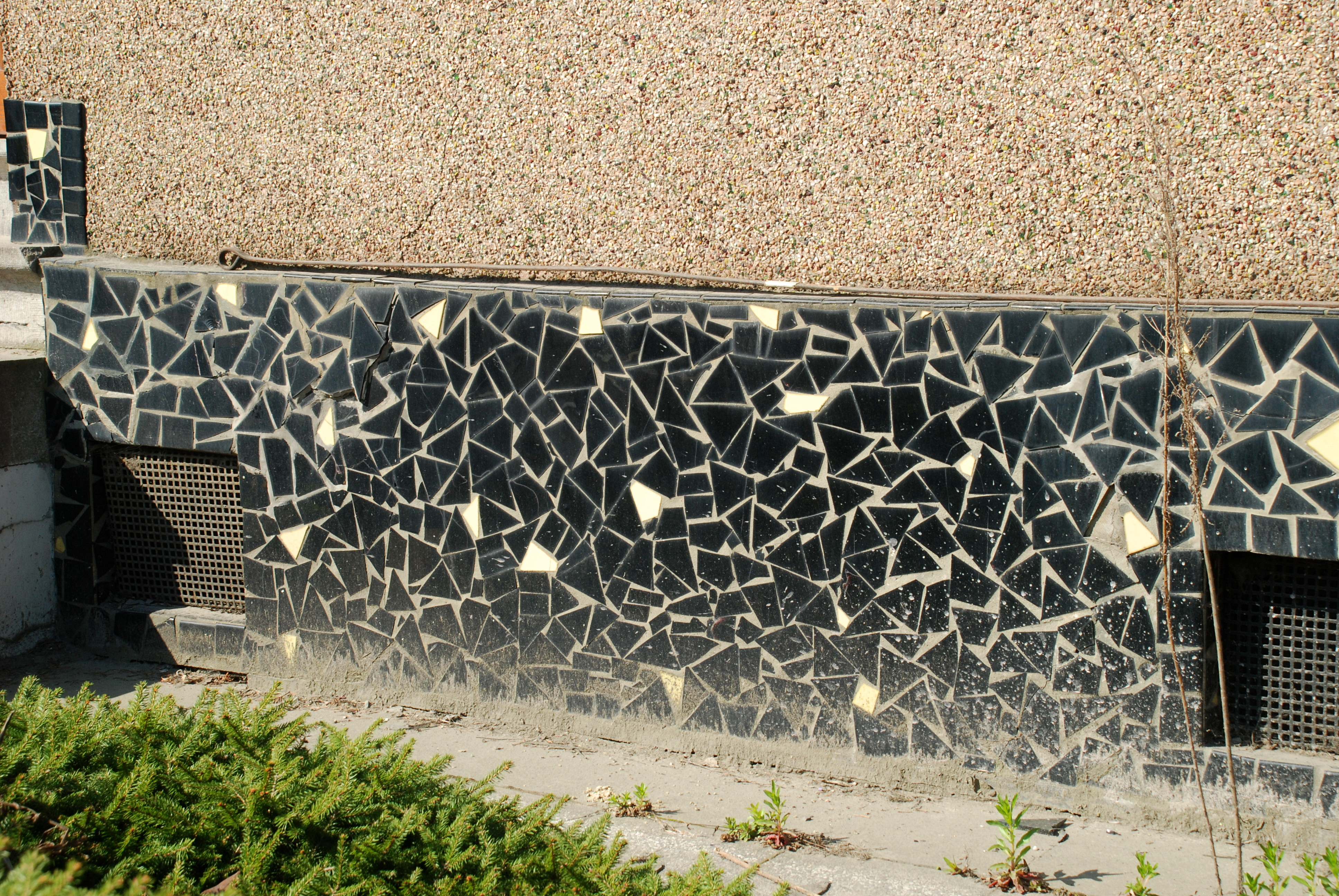
Mosaïverre noir et jaune.

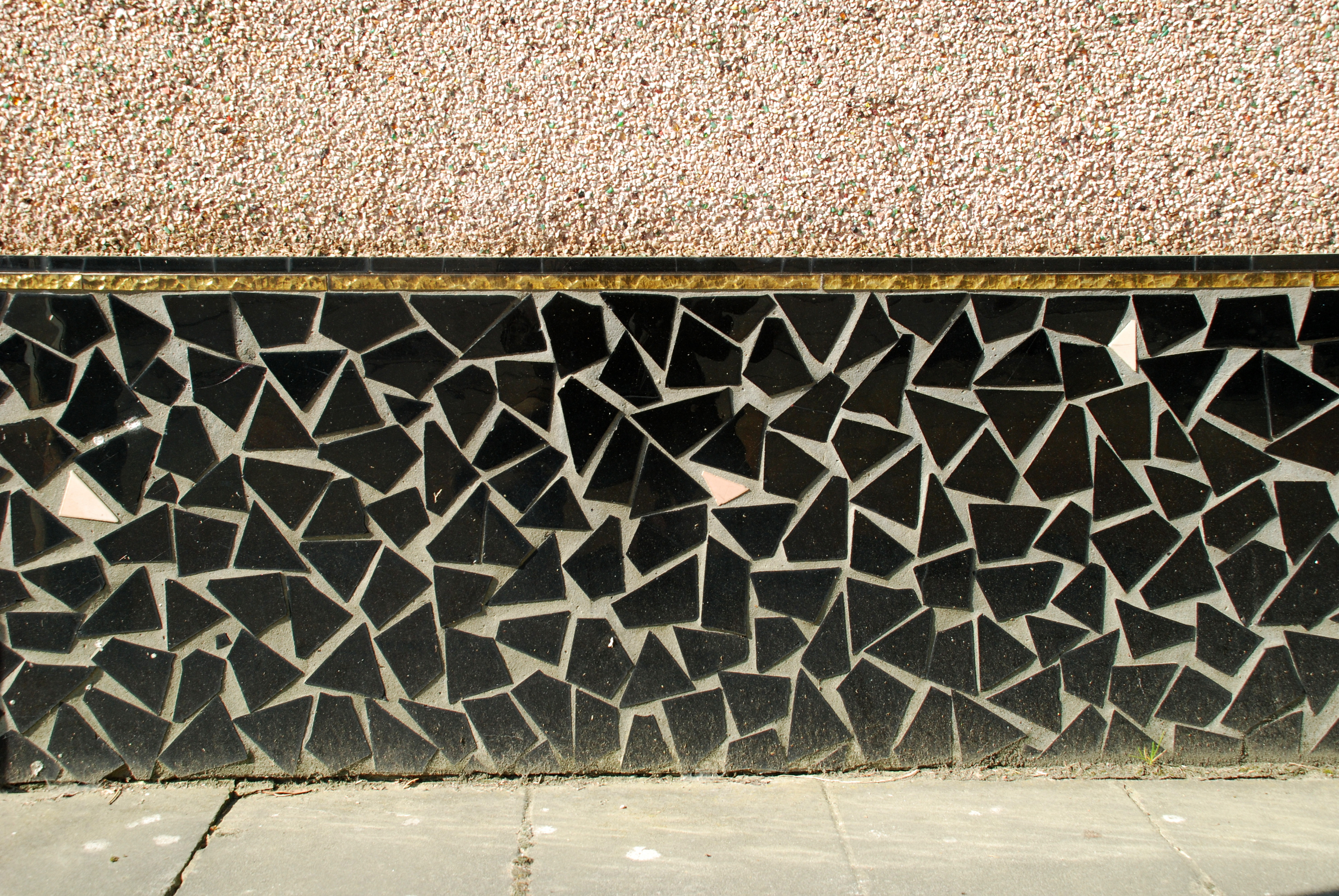
Mosaïverre surmonté d'une frise de marbrite noir et or.

Le mosaïverre (contraction de « mosaïque de verre ») est un matériau de recouvrement de façades composé de fragments de marbrite (verre opacifié et coloré dans la masse, qui imite le marbre) assemblés en appareil irrégulier (opus incertum).

## Historique
Le  mosaïverre fut abondamment utilisé à l'époque de l'Art déco en Belgique, durant les années 1930, pour orner la base des façades en cimorné (ciment orné).
Ces matériaux furent utilisés presque exclusivement en milieu rural, dans nombre de villages et de petites villes de Wallonie tels Ottignies, Céroux-Mousty, Genappe, Andenne, Braine-le-Comte, Ronquières, Hennuyères…

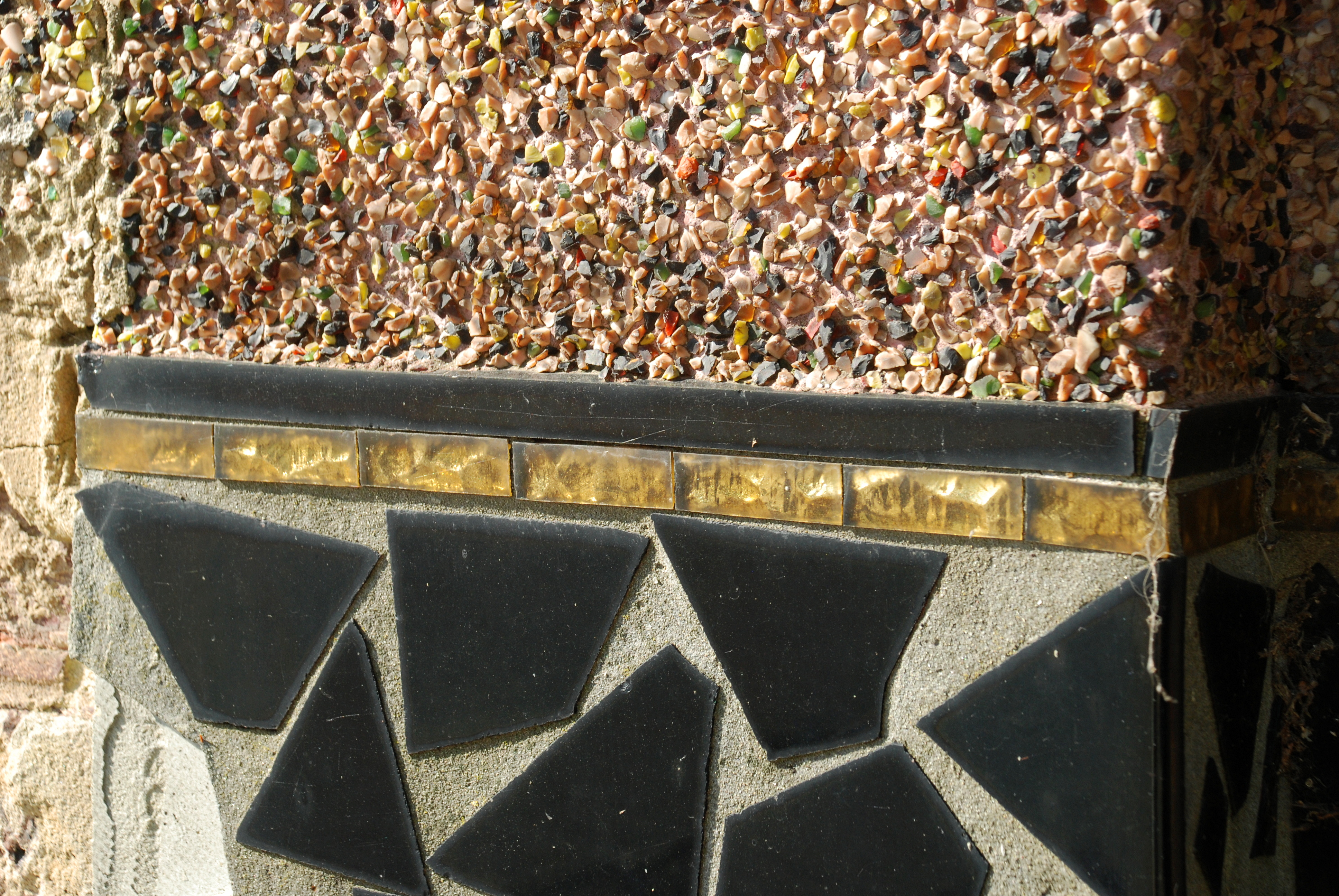
De bas en haut : mosaïverre, frise de marbrite noir et or et cimorné.

## Description
Cimorné et mosaïverre étaient des parements de façade conçus pour valoriser les déchets provenant de la fabrication de la marbrite.
Le mosaïverre est constitué de fragments polygonaux de marbrite d'environ 5 centimètres sur cinq insérés dans un enduit de ciment alors que le cimorné est un enduit obtenu par le concassage de déchets de marbrite. 
Le mosaïverre décore uniquement la base de la façade, le reste de la façade étant recouvert de cimorné.
Il combine généralement des fragments de marbrite noire avec des fragments de couleur rouge, rose ou jaune mais on trouve plus rarement du mosaïverre entièrement composé de fragments verts.
Dans certains cas, le parement de mosaïverre est surmonté d'une frise composée d'un bandeau de marbrite noire et d'un bandeau de marbrite dorée.